# Salvia pachyphylla
Salvia pachyphylla là một loài thực vật có hoa trong họ Hoa môi. Loài này được Epling ex Munz miêu tả khoa học đầu tiên năm 1935.

## Hình ảnh

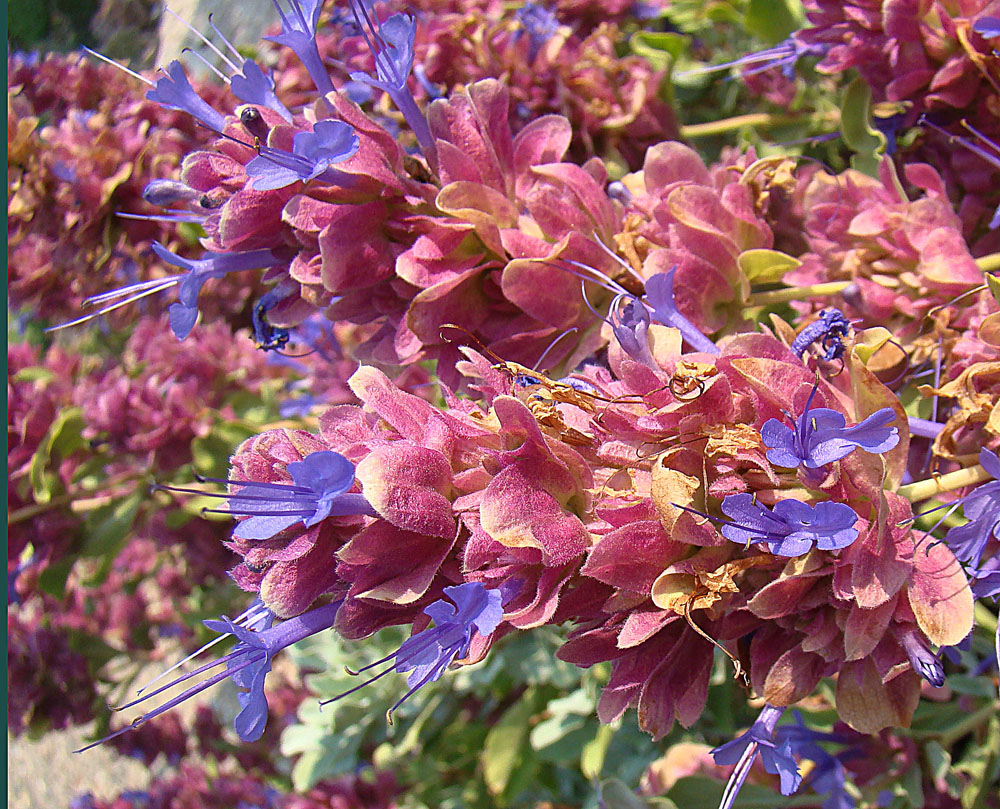